# Jacqueline Briskin
Jacqueline Briskin, nascida Orgell (Londres, 18 de dezembro de 1927 — 24 de dezembro de 2014) foi uma escritora britânica especializada em histórias de ficção de 1970 até 1995. Seus livros regularmente apareceram na lista dos  bestseller's do New York Times. Ela foi uma das principais indicadas para o Guia Literário do Clube de livros da Doubleday por sete vezes, seus romances foram traduzidos para 26 idiomas, e venderam 23 milhões de cópias ao redor do mundo. Também usou o pseudônimo de "Diane Du Pont", lançando dois títulos sob esse disfarce.
Seu marido Bert Briskin era seu agente, assim como um de seus filhos Richard Sands.

## Biografia
Nascida Jacqueline Orgell em 18 de dezembro de 1927 em Londres, Inglaterra, filha de Marjorie e Orgell. Em 1938, sua família se mudou para os Estados Unidos, e ela se naturalizou em 1944. Ela estudou na Beverly Hills High School em Beverly Hills, California e se formou em 1945.
Em 9 de maio de 1948, ela se casou com Bertram Norman "Bert" Briskin, nascido em 17 de fevereiro de 1922. Seu marido era um executivo do petróleo, que anos mais tarde passou a ser o seu agente literário. Eles tiveram três filhos: Ralph Louis Briskin, Elizabeth Ann Briskin, e Richard Paul Briskin (alias Richard Sands). Seu marido faleceu do mal de Alzheimer em 16 de julho de 2004..
Briskin publicou seu primeiro romance em 1970, depois disso ela publicou outros 11 romances históricos.

### Romances autônomos
| Ano    | Título no Brasil     | Título Original        | Tradutor                   | Tema |
| ------ | -------------------- | ---------------------- | -------------------------- | --- |
| (1970) | A geração perdida    | California Generation  | Ebréia de Castro Alves     | sobre a vida tumultuada dos anos 60. |
| (1974) |                      | After love             |                            | |
| (1981) |                      | Decade                 |                            | |
| (1983) | Tudo e muito mais    | Everything and More    | Myriam Campello            | abrange o período da depressão até hoje, move-se dos meios do cinema e da moda em Los Angeles para o esplendor de Manhattan, México, Roma, Paris e Londres |
| (1985) | Tudo era pouco       | Too Much Too Soon      | Maria Luiza da Silva Pinto | romance repleto de surpresa e suspense gira em torno de três mulheres inesquecíveis cujos destinos estão entrelaçados                                      |
| (1987) | Não basta sonhar     | Dreams Are Not Enough  | Maria Cláudia Fitipaldi    | sobre a indústria cinematográfica |
| (1989) | Indomável coração -  | The Naked Heart        | Cecília Prada              | sobre a segunda guerra mundial |
| (1991) | O outro lado do amor | The Other Side of Love | Maria Luiza da Silva Pinto | sobre a segunda guerra mundial |
| (1995) | O palácio carmesin   | The Crimson Palace     | Claudia Costa Guimarães    | uma historia de amor, ambição, honra e vingança que se desenvolve sob o clima da revolução russa                                                           |

### Série Família Van Vliet
| Título no Brasil | Título Original | Tradutor                   | Ano    |
| ---------------- | --------------- | -------------------------- | ------ |
| Amigos ricos     | Rich friends    | Neide Camera Loureiro      | (1976) |
| Paloverde        | Paloverde       | Maria Estela Bruce         | (1978) |
| Pantera          | The onyx        | Maria Lucia Sarquis Aiex - | (1982) |

### Sob pseudônimo deDiane Du Pont
| Título no Brasil    | Título Original     | Tradutor | Ano  |
| ------------------- | ------------------- | -------- | ---- |
| Uma paixão francesa | The french passion  |          | 1977 |
|                     | The emerald embrace |          | 1980 |